# El Colegio de la Frontera Norte
El Colegio de la Frontera Norte (también conocido como El Colef) es un centro de investigación público dedicado a la investigación y docencia de alto nivel cuyo objeto es generar conocimiento científico sobre los fenómenos regionales de la frontera México-Estados Unidos, formar recursos humanos de alto nivel y vincularse institucionalmente para contribuir al desarrollo de la región, ubicada en Tijuana, Baja California.
Se especializa en el estudio de la problemática de la región fronteriza México-Estados Unidos, y busca transformar el conocimiento que genera en insumos para la planeación y la toma de decisiones que contribuyan al mejoramiento y desarrollo de la región.

## Inicios
En 1979 se estableció en el Colegio de México un programa de estudios de las fronteras con el objeto de investigar la problemática de las fronteras de México, como resultado de ese estudio se acordó la creación de un centro de estudios dedicado al estudio de la frontera norte.
Tocó a Tijuana ser la sede del Centro de Estudios Fronterizos del Norte de México llamado Cefnomex, posteriormente y por decisión de los organismos asociados se tomó el acuerdo de nombrar a la institución El Colegio de la Frontera Norte, más conocido por su acrónimo El Colef.
Jorge A. Bustamante, uno de los primeros investigadores del colegio e interesado en el fenómeno fronterizo, fue quien lideró el progreso de esta institución. La publicación "Voces de la memoria. XXV aniversario de El Colegio de la Frontera Norte" recopila historias, anécdotas y experiencias de los fundadores, así como la historia de esta institución por medio de una sección facsimilar y una fotográfica.
El Colef fue establecido en agosto de 1982 como Centro de Estudios Fronterizos del Norte de México (Cefnomex) y su nombre actual fue adoptado en febrero de 1986.
En el año 2000, con base en la Ley para el Fomento de la Investigación Científica y Tecnológica, la institución fue reconocida como Centro Público de Investigación.

## Vinculación
El Colef realiza una diversidad de actividades conjuntas con otras instituciones académicas, de la administración pública federal, estatal y municipal, instancias de la sociedad civil organizada e iniciativa privada. Estas actividades tienen expresiones concretas a través de convenios, foros de discusión, presentaciones de productos académicos y resultados de investigaciones.
Las actividades de vinculación se apoyan en modernos sistemas de videoconferencia y de otras tecnologías de comunicación, permitiendo extender las capacidades de interacción social de la institución.
En su labor de generación y difusión del conocimiento, El Colef ha suscrito más de 550 convenios de colaboración con organizaciones académicas, empresariales y gubernamentales de los ámbitos local, nacional e internacional.
El Colef cuenta con un centro de información especializado en temas de la frontera México-Estados Unidos, que puede ser consultado por el público en general. La Biblioteca posee un acervo de más de 34,000 volúmenes y 450 bases de datos en disco compacto, además de una importante colección de revistas académicas impresas y en formato electrónico.
El portal web de El Colef, además de informar sobre la institución, responde a las demandas de información de los programas de posgrado, de los trabajos de investigación, del programa Ecoparque, del acervo bibliográfico, de los servicios bibliotecarios, de acceso a material multimedia y de venta de productos en línea, entre otros.
El Correo Fronterizo es la gaceta electrónica de la institución; su difusión semanal es masiva y su contenido informa sobre las actividades que realiza la institución e incluye boletines especializados. Puede ser consultada en http://www.colef.mx/gaceta.

## Investigación
El Colef está conformado por seis departamentos académicos: Estudios de Administración Pública, Estudios Culturales, Estudios Económicos, Estudios Sociales, Estudios de Población y Estudios Urbanos y del Medio Ambiente, los cuales se complementan con áreas de apoyo estadístico, sistemas de información geográfica, cómputo, comunicación y publicaciones.
La planta de investigadores de El Colef está integrada por 128 investigadores, de los cuales 76 por ciento pertenece al Sistema Nacional de Investigadores (SNI) y 91.5 por ciento tiene el grado académico de doctor.
La investigación que realiza El Colef:
- Contribuye al desarrollo de las vanguardias en las especialidades científicas a través de la interdisciplina e intercambio con sus pares académicos a nivel internacional.
- Concentra sus objetos de estudio en la región fronteriza México- Estados Unidos con una perspectiva bilateral y multilateral enfocada en el análisis de las subregiones fronterizas y de diversos procesos sociales de alcance regional, nacional y global.
- Elabora productos académicos orientados a ampliar conocimientos sociales que aporten insumos para el diseño y la aplicación de las políticas públicas municipales, estatales, nacionales y también de carácter internacional.

El Colef publica semestralmente dos revistas científicas: Frontera Norte y Migraciones Internacionales.

## Departamentos académicos
La institución cuenta con seis departamentos que contienen todas las líneas temáticas:

### Estudios Culturales
El Departamento de Estudios Culturales (DEC) analiza los fenómenos culturales en su sentido más extenso, privilegiando la región fronteriza de México y Estados Unidos. Las herramientas metodológicas y teóricas proceden de disciplinas como la antropología, la sociología cultural y la historia.
El trabajo de investigación del DEC posee 3 líneas temáticas:
- Unas de las líneas temáticas fundamentales del departamento es el estudio de las culturas de frontera. Esta línea concierne directamente a las culturas o de los fenómenos culturales surgidos en contextos fronterizos. Mediante el análisis de la cultura o modo de vida de los conjuntos sociales: población étnica, grupos marginales culturas vulnerables o que poseen una representación excepcional en la escena fronteriza. Las investigaciones plantean múltiples interpretaciones, llevadas tanto al terreno científico académico, como al campo de la política pública. La principal característica de esta línea de investigación es el trabajo etnográfico y la participación activa del investigador al interior de diversos contextos socioculturales.>/li>
- La línea estudio de las identidades colectivas, agrupa las investigaciones que analizan las formas de reconocimiento de diversos conjuntos culturales y sociales, mediante al análisis de su cultura. Esta línea de trabajo se refiere a la constitución y formulación identitaria de colectividades sociales como son mujeres, migrantes, jóvenes, comunidades indígenas y otras entidades colectivas fronterizas. Estas identidades se analizan a partir de fenómenos que influyen en la conformación de la realidad sociocultural de la frontera: la globalización, la migración, el medio ambiente, los discursos de los medios de comunicación etc.
- El estudio de los procesos históricos regionales. Dichos procesos históricos se abordan desde dos vías de análisis: el historiográfico y el de la historia social. En particular, las investigaciones del DEC estudian el origen, desarrollo y significado de los movimientos de resistencia popular del siglo XIX y principios del XX y las configuraciones culturales de la región fronteriza.

### Departamento de Estudios de Administración Pública
El portal del Departamento de Estudios de Administración Pública (DEAP) tiene como propósito principal destacar las principales actividades de investigación, docencia y de divulgación de sus profesores-investigadores. Las disciplinas del DEAP son administración pública, ciencia política y relaciones internacionales. Entre los temas principales de estudio del DEAP se encuentran el desarrollo local, descentralización, democracia, seguridad y gestión binacional.
EL DEAP es un departamento que pretende posicionar en los próximos años una agenda en temas nodales para el desarrollo y la gobernabilidad, con la finalidad de incidir con aportaciones estratégicas, interdisciplinarias y con impacto social. En tal sentido, el diseño, la gestión, la planeación y la evaluación de políticas de desarrollo local y en sus vertientes social, educativa, ambiental, electoral y de seguridad, se conciben como prioritarias en su visión departamental.

### Departamento de Estudios de Población
Como respuesta a la necesidad de generar información y análisis confiables y oportunos sobre la dinámica de la población en la región del norte de México, en 1988 se instituyó oficialmente el Departamento de Estudios de Población (DEP). Su objetivo es desarrollar investigación cuantitativa y cualitativa que profundice en la relación entre el crecimiento, la estructura, la reproducción y la movilidad de la población de la región fronteriza México-Estados Unidos y en los procesos sociales, económicos, políticos y culturales que condicionan su dinámica. Las áreas de estudio son población y desarrollo, migración interna e internacional, reproducción, salud pública, empleo femenino, familia y mercados de trabajo y nupcialidad.

### Departamento de Estudios Económicos
Los objetivos principales del Departamento de Estudios Económicos (DEE) son los siguientes:
- En el área de investigación, emprender estudios empíricos rigurosos que contribuyan al conocimiento y análisis de la realidad económica de la región fronteriza y sus relaciones con el entorno nacional e internacional.
- En el área de docencia, formar economistas de alto nivel, con base en un programa de maestría actualizado y con la base de excelencia.
- En el área de vinculación con la comunidad, difundir datos y resultados de investigación mediante un boletín de indicadores fronterizos, una encuesta de expectativas económicas regionales y una serie de cuadernos de trabajo.

Las líneas de investigación prioritarias siguen metodologías y técnicas de análisis cuantitativo riguroso y se describen a continuación:
1. La evaluación de políticas económicas
2. Integración económica y fronteriza México-Estados Unidos
3. Cambio técnico (CT) y organización industrial
4. Desarrollo Urbano
5. Economía Ambiental
6. Migración

### Departamento de Estudios Sociales
Los investigadores del Departamento de Estudios Sociales (DES) realizan investigación de alto nivel en dos líneas claves de investigación de El Colef: 1) industria y trabajo y 2) migración internacional.
Desde el inicio de la década de los ochenta, los investigadores de la línea de industria y trabajo, abordaron el tema de la rápida industrialización de la región fronteriza mediante el estudio de la industria maquiladora. Inicialmente, la perspectiva adoptada subrayó los aspectos relacionados con el trabajo, en especial el femenino. En el transcurso del tiempo se han multiplicado las temáticas derivadas de la industrialización, analizando el papel de los empresarios y los sindicatos de la región fronteriza, la cultura de los trabajadores, las diferencias de género en el trabajo, los procesos de aprendizaje en distintos segmentos del personal, las relaciones entre educación y empleo y las transformaciones tecnológicas y organizativas. Asimismo, se han estudiado los fenómenos de industrialización como procesos que se dan en el territorio fronterizo pero tienen nexos con procesos nacionales y globales.
Para el estudio de la migración internacional, los investigadores del DES han adoptado una metodología preferentemente cualitativa para analizar este fenómeno en la región fronteriza y en las regiones de origen y destino de los migrantes. Desde el inicio de la década de los ochenta, los investigadores del DES han aportado un conocimiento sistemático sobre los cambios en la composición sociodemográfica de los migrantes, la situación de sus derechos humanos, los efectos socioeconómicos de la migración y el cambio de las rutas de los migrantes en el cruce indocumentado. Se ha analizado también la experiencia de los migrantes mexicanos en Estados Unidos a través de su proceso de integración social y económica, su capacidad organizativa y el cambio religioso que ha ocurrido como efecto de su movilidad.

### Departamento de Estudios Urbanos y del Medio Ambiente
La problemática ambiental, de los recursos naturales y del desarrollo urbano en la frontera México-Estados Unidos en los últimos 30 años, ha pasado de ser un tema local o regional, a ser parte de las negociaciones entre los dos países a nivel diplomático. Para el Departamento de Estudios Urbanos y Medio Ambiente (DEUMA) esto representa un reto ya que está obligado a producir insumos para el desarrollo nacional y transfronterizo.
Por ubicarse en el norte de México, el DEUMA mantiene condiciones idóneas para desarrollar proyectos de investigación básica y aplicada orientados a la región fronteriza. Esta ubicación estratégica le confiere a la institución ventajas competitivas para lograr una visión transfronteriza del desarrollo regional, donde lo ambiental, los recursos naturales y el desarrollo urbano son formas concretas de analizar la actualidad de la frontera. Debido a ello, el principal valor agregado del departamento es su perspectiva integral, interdisciplinaria y transfronteriza de sus investigaciones, vinculados a la planeación estratégica.
De manera general, en el DEUMA se desarrollan dos líneas temáticas: ambiente y recursos naturales y urbanización. Sin embargo, los investigadores aplican sus conocimientos en las siguientes líneas de investigación:
- Desarrollo urbano y análisis intraurbano
- Gestión integral de recursos naturales
- Ecología y biogeografía
- Gestión ambiental transfronteriza
- Manejo transfronterizo y urbano del agua
- Turismo y desarrollo regional
- Ecología del paisaje y áreas verdes urbanas
- Economía ambiental y desarrollo sustentable
- Desarrollo regional y medio ambiente
- Cambio climático
- Desastres y desarrollo

```
En la sede de Tijuana se cuenta con el Programa Ecoparque, el cual se ha convertido en el principal proyecto de vinculación con la sociedad local.
```

## Docencia
El Colef imparte 7 maestrías y 3 doctorados, los cuales forman parte del Padrón Nacional de Posgrados de Calidad (PNPC) del Conacyt. Otorga becas a estudiantes y ofrece instalaciones con equipamiento favorable al estudio, la investigación y el trabajo docente. 

### Maestrías

#### Maestría en Desarrollo Regional (MDR)
Creada en 1984, esta maestría se centra en el análisis de fenómenos espaciales y destaca la relevancia de "las capacidades teórico conceptuales y metodológicas para investigar, analizar y desarrollar actividades de planeación y análisis de políticas territoriales desde un enfoque multidisciplinario." Se imparte en las instalaciones de El Colegio de la Frontera Norte, Tijuana.
Tiene por objetivo la formación de especialistas en el análisis de los fenómenos regionales, que sean capaces de proporcionar una orientación teórica y empíricamente sustentada para la planeación y la toma de decisiones en materia de desarrollo regional.

#### Maestría en Administración Integral del Ambiente (MAIA)
Creada en 1994, esta maestría se imparte con la colaboración del Centro de Investigación Científica y de Educación Superior de Ensenada (CICESE). Este programa busca la formación de "recursos humanos (...) con una visión multidisciplinaria en los campos del conocimiento socioambiental..." Se imparte en las instalaciones de El Colegio de la Frontera Norte, Tijuana.

Es un programa compartido con el Centro de Investigación Científica y de Educación Superior de Ensenada (CICESE); está orientado a la formación de gestores ambientales con una visión interdisciplinaria sustentada en bases conceptuales, metodológicas y tecnológicas que permiten la preparación de cuadros con potencial de liderazgo en equipos de análisis, prevención y mitigación ambiental.

#### Maestría en Economía Aplicada (MEA)
Creada en 1990, este programa ha "...respondido a la necesidad de un mayor y mejor conocimiento de los problemas contemporáneos del desarrollo y el crecimiento económico con instrumentos propios de la economía, en ámbitos fundamentalmente regionales."
Está enfocada a la formación de economistas especializados en el estudio de los problemas contemporáneos transfronterizos de la región de América del Norte, relacionados con el crecimiento económico regional, la integración económica, la organización industrial y los mercados laborales.
Se imparte en las instalaciones de El Colegio de la Frontera Norte, Tijuana.

#### Maestría en Estudios de Población (MEP)
Creada en 1993, la maestría cuenta con cinco líneas de especialización: Migración, Empleo y Bienestar, Salud Pública, Envejecimiento, Familia y Género. Fue en 2011 cuando el programa ingresó a la categoría de "Competencia Internacional" del PNPC (Programa Nacional de Posgrados de Calidad)del Consejo Nacional de Ciencia y Tecnología (CONACYT) Se imparte en las instalaciones de El Colegio de la Frontera Norte, Tijuana.
Su objetivo principal es la formación de recursos humanos altamente capacitados en el estudio de la población, especializados en el análisis demográfico y en los métodos cuantitativos, así como en el análisis de las interrelaciones entre la dinámica de la población y el desarrollo socioeconómico en diferentes ámbitos geográficos.

#### Maestría en Estudios Culturales (MEC)
Este programa de maestría busca mejorar el conocimiento de las dinámicas culturales de la región, abordándolas multidisciplinariamente. "El programa cuenta con una planta de profesores de reconocido prestigio nacional e internacional en torno a las líneas de investigación: identidades, fronteras y migración, etnicidad, historia y patrimonio cultural, y estudios de género." Se imparte en las instalaciones de El Colegio de la Frontera Norte, Tijuana.
Tiene como objetivo formar profesionales con capacidades teóricas y metodológicas para realizar tareas de investigación e intervención en el ámbito de los procesos socioculturales, desde una perspectiva multidisciplinaria.

#### Maestría en Acción Pública y Desarrollo Social (MAPDS)
El Colef con sede en Ciudad Juárez, Chihuahua
Tiene como objetivo la formación de recursos humanos especializados en el conocimiento, análisis y orientación de la acción pública para la promoción del desarrollo social, capacitados para comprender e incidir en la esfera pública comprendida de manera integral, tanto en su dimensión gubernamental como de la sociedad civil, reconociendo su articulación necesaria como condición de cambio y evolución social.

#### Maestría en Gestión Integral del Agua (MAGIA)
El Colef con sede en Monterrey, Nuevo León
Se enfatiza la relevancia de las capacidades técnicas y metodológicas para analizar la problemática hídrica desde un enfoque inter y transdisciplinario y se fortalecen las capacidades para el conocimiento, evaluación y gestión de políticas hídricas en contextos espacialmente diferenciados, pero basados en un marco de sostenibilidad

### Doctorados

#### Doctorado en Ciencias Sociales con especialidad en estudios regionales (DCS/ER)
Desde su fundación en 1994, el DCS/ER ha respondido a la necesidad de un mayor y mejor conocimiento de las dinámicas sociales y regionales desde una perspectiva multidisciplinaria. Todos los miembros de la planta núcleo del doctorado pertenecen al Sistema Nacional de Investigadores, y se ubican en los niveles II, III o emérito, garantizando un profesorado de reconocido prestigio nacional e internacional, en torno a cuatro Líneas Generales de Aplicación al Conocimiento (LGAC): globalización, empresa y trabajo; gobierno y políticas públicas; crecimiento e integración económica;, y desarrollo regional y urbano.
Con especialidad en estudios regionales, su objetivo es la formación de investigadores con capacidades teóricas y metodológicas para documentar y analizar los procesos sociales contemporáneos con una perspectiva interdisciplinaria. Las líneas de especialidad del programa son: migración internacional, territorio y sistemas productivos, políticas públicas y estudios socioculturales.

Doctorado en Estudios Culturales (DESC)
Programa Nacional de Posgrados de Calidad (PNPC) del Consejo Nacional de Ciencia y Tecnología (Conacyt) en la modalidad de reciente creación. El programa del DESC tiene como objetivo formar recursos humanos con habilidades en la generación y aplicación de conocimiento original, relevante y sistemático en el campo de los Estudios Culturales. Con un enfoque interdisciplinario, este Doctorado ofrece una formación especializada para el análisis, a través de distintas metodologías de investigación empírica, de los componentes simbólicos y significantes que configuran la memoria social, las relaciones de poder, las identidades y las relaciones sociales en general.
Doctorado en Estudios de Migración (DEM)
Programa Nacional de Posgrados de Calidad (PNPC) del Consejo Nacional de Ciencia y Tecnología (Conacyt) en la modalidad de reciente creación. El objetivo del DEM es formar investigadores de alto nivel, brindando una sólida formación teórica, metodológica e instrumental que les permita adquirir conocimientos especializados en los procesos migratorios en los ámbitos nacional e internacional en los campos de la investigación demográfica, social, económica y política.Las líneas de especialización del programa son: Mercado laboral, flujos migratorios y desarrollo económico, políticas gubernamentales y poblaciones migrantes, Bienestar, integración y salud.

### Unidad de Educación Continua
La Unidad de Educación Continua (UEC) promueve programas de formación y actualización dirigidos a los diferentes actores locales, regionales, nacionales e internacionales, a partir de diversas modalidades educativas, de frente a los grandes retos que plantean nuestras sociedades.
Este proyecto nace con la idea de ofrecer opciones de formación de alta calidad a profesionales que buscan ampliar conocimientos y mejorar sus competencias de forma paralela a su actividad profesional. Los programas tanto presenciales como virtuales que ofrece la UEC están pensados para adaptarse a las necesidades de cada estudiante.
Posgrados
- Especialidad en Estudios de las Ciudades del Siglo XXI
- Especialidad en Estudios de la Frontera MEX-E.U.A
- Especialidad en Migración Internacional
- Maestría en Migración Internacional

Diplomados
- Juvenicidio y vidas precarias en América Latina
- Gobernanza de la cooperación internacional y transfronteriza para el desarrollo local: Gestión, procesos e innovación

Educación Continua
- Programa de Agricultura Urbana
- Curso MOOC: La línea, 3200 km de frontera
- Curso MOOC: Migración, un fenómeno global
- Programa de Educación y Formación de Promotoras Comunitarias

## Unidades
El Colegio de la Frontera Norte cuya sede principal se encuentra en Tijuana, se ubica frente al Océano Pacífico en el km. 18.5 de la carretera escénica Tijuana - Ensenada, en la localidad de San Antonio del Mar, Tijuana, Baja California. Cuenta con 5 unidades localizadas a lo largo de la frontera México - Estados Unidos, y con una oficina de enlace en la Ciudad de México, con las cuales cumple la misión de la Institución de generar conocimiento, sobre el desarrollo del conjunto de la región. Además de cumplir con las funciones de docencia y vinculación de manera amplia.

### Casa Colef (Ciudad de México)
Casa Colef fue inaugurada en mayo de 2004 con la visión de realizar foros de discusión de alto nivel sobre las temáticas que son especialidad de El Colegio de la Frontera Norte.
Así, Casa Colef, ha sido concebida como el punto de enlace de El Colegio de la Frontera Norte en el centro del país;y es un foro de discusión de alto nivel de las temáticas fronterizas, cuyo objetivo es difundir el conocimiento científico sobre los fenómenos regionales de la frontera México-Estados Unidos.
Casa Colef cuenta con un centro de divulgación que reúne la producción de los investigadores de El Colegio de la Frontera Norte a través de libros, revistas, documentos de trabajo y materiales electrónicos disponibles para los públicos interesados en conocer la problemática y las propuestas de la frontera norte de nuestro país.

### Mexicali
La especificidad geopolítica y económica de la región fronteriza de Mexicali, caracterizada por ser el espacio físico donde se recibe la única fuente segura de agua de la región que impulsa el desarrollo, donde se ubica la única ciudad capital de la frontera norte y donde emerge un polo de desarrollo industrial, representan un inductor que en gran parte determina la orientación y vinculación de las actividades sustantivas de la Dirección Regional de Mexicali con su entorno.
El trabajo académico se enfoca en el desarrollo de tres áreas integradas de investigación relacionadas con ambiente y desarrollo; gobierno, administración pública y relaciones internacionales, y desarrollo económico regional y sector público, áreas de las que se derivan líneas de investigación como articulación ambiente-sociedad, gestión y manejo de recursos naturales, desarrollo agropecuario y rural, relaciones industriales, economía y sector público, administración pública y cooperación transfronteriza, entre otras.
Asimismo, la labor se realiza en un esquema multidisciplinario que entre sus objetivos considera los de profundizar en el conocimiento de la realidad regional binacional, actualizar información de las áreas referidas y vincular su actividad con las diversas instancias académicas, gubernamentales, productivas y sociales para de esta manera coadyuvar efectivamente en el desarrollo regional.

### Nogales
Las oficinas de enlace y vinculación de México, Piedras Negras y Nogales fueron creadas con el propósito de mantener y fortalecer los lazos institucionales de El Colef con otras instituciones locales. Estas oficinas cuentan con un responsable que da seguimiento y apoyo a los proyectos de investigación de El Colef en esas regiones y que sirve de vínculo institucional con las organizaciones gubernamentales, académicas y sociales.

### Monterrey
Acorde con los objetivos de generación de conocimiento institucionales, la Dirección Regional Noreste en Monterrey busca establecer vínculos con el sector académico, gubernamental y social, los cuales se construyen y fortalecen mediante convenios, proyectos, diplomados, cursos, etc.
Las principales líneas temáticas que se abordan en esta región son: espacios y servicios urbanos, economía y comercio internacional, proceso de globalización económica, reestructuración industrial, gestión ambiental, mercados de trabajo, gobiernos locales y espacio y sociedad.
La ciudad de Monterrey, a través de su aeropuerto se ha sumado a los puntos de observación de la Encuesta sobre Migración en la Frontera Norte de México (EMIF).

### Matamoros
En esta dirección se realizan investigaciones regionales en la zona comprendida entre Reynosa-McAllen y Matamoros-Brownsville, con el objetivo fundamental de conocer los principales procesos sociales en esta parte de la frontera, y facilitar los análisis comparativos con otras regiones del país y de la propia franja fronteriza.
Se establecen vínculos con sectores académicos, sociales y gubernamentales, los cuales facilitan las condiciones para la realización de estudios en El Colef, y al mismo tiempo permiten que tales sectores se beneficien con los resultados.
La investigación se centra en las maquiladoras y su efecto en los mercados de trabajo regionales, reestructuración sindical en la frontera norte, estudios de género con énfasis en su relación con la salud reproductiva de la sociedad local, seguridad pública, evaluación de políticas y gestión estratégica para la seguridad pública, además del análisis discursivo de los debates fronterizos y controverisas entre Estadus Unidos y México
En esta oficina también se llevan a cabo proyectos institucionales como la Encuesta sobre Migración en la Frontera Norte de México (EMIF), que se realiza desde 1994 en las principales ciudades fronterizas del norte de México, así como con la Evaluación del Programa Paisano que se lleva a cabo en los meses de noviembre y diciembre de cada año.

### Ciudad Juárez
El propósito de la Unidad Ciudad Juárez es contribuir al progreso de la región, lograr la integración al desarrollo nacional y mejorar las relaciones entre México y Estados Unidos. Otro de sus objetivos es formar recursos humanos de alto nivel para generar conocimiento científico del alto nivel sobre fenómenos regionales. Se plantea una constante vinculación con los diversos sectores (público, privado, académico y comunitario) por medio de proyectos que interesen e influyan a dichas instancias. Por último, la Dirección Regional de Ciudad Juárez se propone concentrar sus actividades académicas en la generación y consolidación de once líneas de investigación: Seguridad pública y derechos humanos
- Ambiente y recursos naturales
- Desarrollo urbano y planeación
- Economía fronteriza e integración
- Industria y empleo
- Gobernabilidad
- Salud pública y ambiente
- Dinámica poblacional
- Migración Internacional
- Educación
- Procesos culturales e identidad en la frontera

## Publicaciones
Las obras y los trabajos publicados por El Colegio de la Frontera Norte son el producto de la investigación académica, reconocida por su alto nivel de excelencia, orientadas principalmente a los estudios de: migración, ambiente y recursos naturales, cultura e historia, dinámica poblacional, industria y empleo, economía, gobernabilidad y, urbanización.
Las publicaciones de El Colegio de la Frontera Norte, en la actualidad, son la más completa e importante fuente de información para entender y comprender la realidad fronteriza y su problemática. Los diversos temas son abordados desde sus más variadas perspectivas y con elementos teóricos probados y reconocidos dentro de sus campos de especialización.
El Colef genera conocimiento científico especializado que abarca un amplio espectro de la problemática fronteriza en general, aun cuando se tenga como principal objeto de estudio la extensa frontera entre México y Estados Unidos.

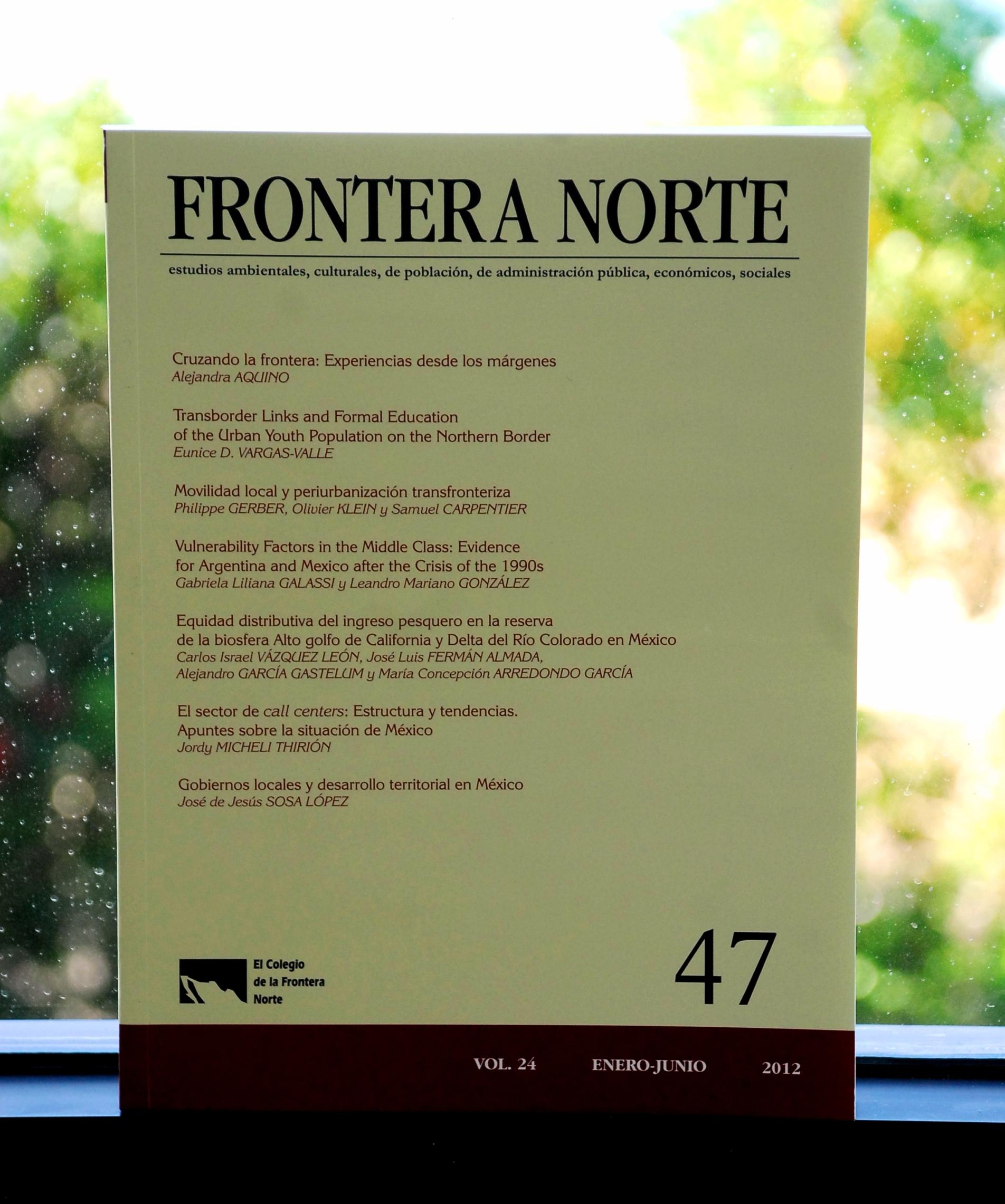

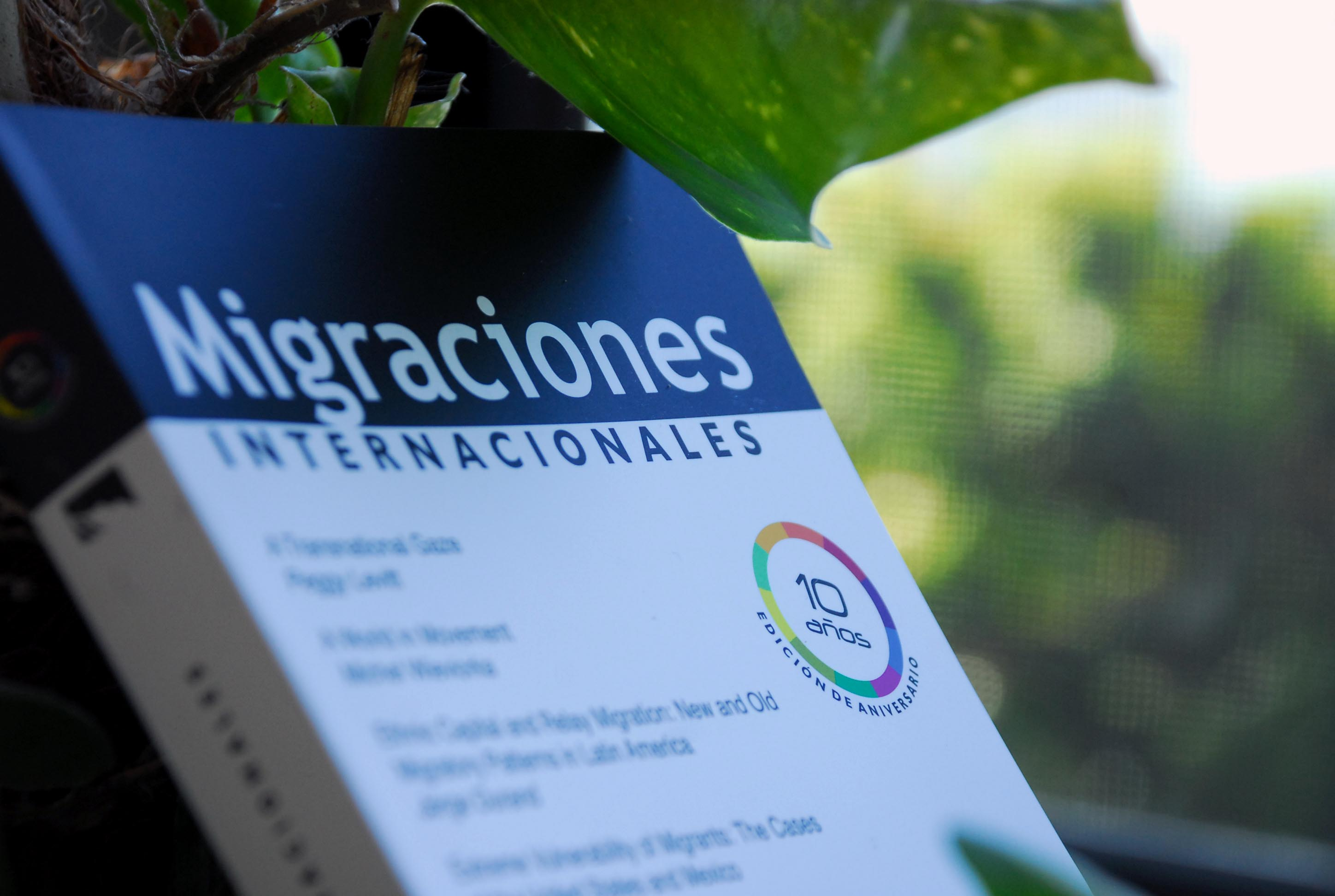

El producto de las investigaciones académicas de la institución es difundida por medio de publicaciones impresas, además de otros métodos electrónicos, que dan a conocer los avances de las investigaciones. Entre los medios electrónicos se encuentran las publicaciones digitales y la "Sala de prensa" A su vez, entre los medios impresos periódicos se encuentran las dos revistas de El Colef:

### La revista Frontera Norte
Es una publicación bilingüe, editada semestralmente por El Colef, con el fin de difundir trabajos de investigación que aborden temas relacionados con las regiones fronterizas de México o con las problemáticas fronterizas o regionales en otros contextos.

### Migraciones Internacionales
Nace como un proyecto editorial de El Colegio de la Frontera Norte con la finalidad de difundir trabajos de investigación sobre migración internacional en todo el mundo. Desde su fundación, en los ochenta, El Colef adoptó el estudio de la migración como una de sus líneas de investigación prioritarias, particularmente por su ubicación privilegiada en la frontera México-Estados Unidos."

## Seminarios Permanentes

### Seminario Permanente Sobre Migración Internacional
Comenzó en el año de 1998 con el fin de formar un "foro internacional de discusión y difusión de la investigación sobre migración internacional" Según los datos de El Colegio de la Frontera Norte, durante la primera década de este seminario se contabilizaron 86 jornadas con un total de 173 conferencistas.

### Seminario Impactos del Cambio Climático en el Norte de México
Comenzó en el año 2009. Este seminario parte del carácter regional de la contaminación, es decir: "...el cambio climático es lejos de ser homogéneo en sus causas y efectos en regiones, de hecho tal variabilidad es un resultado directo de la propia diversidad regional determinada por su economía, sociedad y condiciones ambientales."

### Seminario Permanente del Departamento de Estudios Sociales
Comenzó en el año 2000 y tiene alrededor de 4 sesiones por año. Citando al portal de El Colef: "El objetivo principal de estos encuentros es enriquecer la discusión de temas afines, contrastar posturas y complementar ideas relacionadas con las dos líneas temáticas del Departamento de Estudios Sociales: Migración y Desarrollo Industrial."

### Seminario Permanente de Estudios Económicos
Con sesiones mensuales, este seminario busca crear un espacio de debate y reflexión sobre temas de ligados a la economía fronteriza y sus problemáticas.

### Seminario Internacional de Seguridad y Desarrollo en las Relaciones México-Estados Unidos y Canadá
Comenzó en el año 2005 y desde entonces ha generado un espacio en el cual se manejan temas referentes a la seguridad, el desarrollo, y la gestión de políticas públicas entre estos tres países.

### Seminario del Departamento de Estudios Urbanos y del Medio Ambiente
Este seminario centra su atención hacia el medio ambiente, los métodos de producción de energía, el impacto urbano, etcétera.

## Proyecto Ecoparque
Ecoparque es una extensión de áreas verdes regada con aguas tratadas. Además cuenta con una gran cantidad de fauna autosustentable. 
En 1986 comienza el proyecto "Ecoparque" a partir del estudio de un "sistema descentralizado de tratamiento y reutilización de aguas negras" que buscaba contar con agua para riego urbano. 
La importancia de los recursos hidráulicos y de su utilización ha sido el eje de este proyecto.
Ha buscado adecuar los procesos hidráulicos a la zona fronteriza, la cual posee características climáticas y geográficas muy singulares.

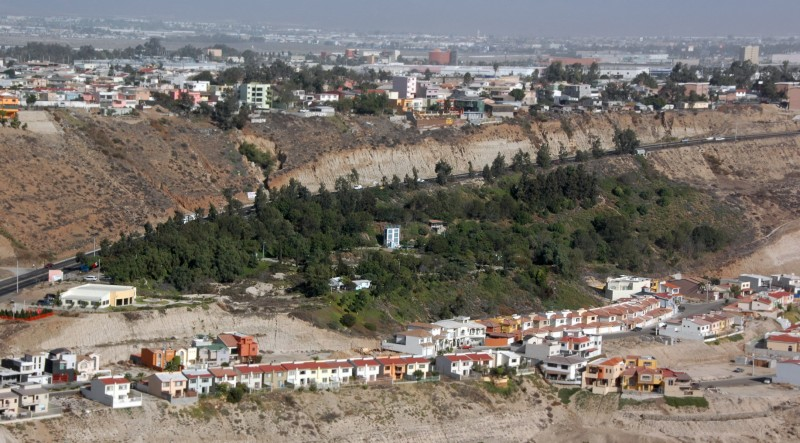
Ecoparque

## Presidentes
| Presidente(a)                   | Periodo     |
| ------------------------------- | ----------- |
| Jorge Bustamante Fernández      | 1982 - 1998 |
| Jorge Santibáñez Romellón       | 1998 - 2008 |
| Rodolfo Cruz Piñeiro*           | 2008        |
| Tonatiuh Guillén López          | 2008 - 2017 |
| Alberto Hernández Hernández     | 2017 -2022  |
| Víctor Alejandro Espinoza Valle | 2022-2027   |